# Veronica Donovan
Veronica Donovan è un personaggio della serie televisiva Prison Break, interpretata da Robin Tunney.

## Storia
Nonostante siano molto diversi, Veronica è stata la fidanzata di Lincoln sin dai giorni del liceo. Si è trasferita a Chicago per frequentare l'Università dell'Illinois a Urbana-Champaign dove consegue la laurea in Scienze Politiche. Conseguita anche la laurea in Giurisprudenza presso la Baylor Law School, a Waco, in Texas, ritorna a Chicago dove comincia a lavorare come avvocato presso lo studio Bianchi & Guthrie.
È proprio in quel periodo che Lincoln viene arrestato per l'omicidio di Terrence Steadman ed è allora che Veronica mette Michael a conoscenza del debito di 90.000 dollari che Lincoln ha accumulato per permettere a lui di studiare. Sentendosi responsabile della situazione di Lincoln, Michael metterà in atto un piano per far evadere suo fratello dal penitenziario di Fox River.
Veronica Donovan è uno dei personaggi principali della prima stagione e compare in tutti gli episodi. Morirà all'inizio della seconda stagione.
In un episodio della prima stagione, Veronica appare bambina accanto a Lincoln e Michael ed è interpretata da Anni Yokom.

## Evoluzione del personaggio

### Prima stagione
Sebbene sia un avvocato immobiliare, Veronica difende il suo amico d'infanzia, Michael Scofield, quando questi viene processato per una rapina in banca. All'inizio, lei non crede nell'innocenza di Lincoln, a causa delle tante prove a suo carico. Tuttavia, spinta da Michael, comincia a pensare che Lincoln possa essere vittima di una macchinazione.
Così contatta l'associazione Progetto Giustizia affinché qualcuno possa aiutarla nel caso, dato che lei non ha nessuna esperienza in casi di condanna a morte. Ma solo uno di loro si interessa alla situazione di Lincoln, Nick Savrinn, che si offre per aiutare Veronica a titolo personale. Infatti anche suo padre è stato accusato in passato per un crimine che non ha commesso. Insieme, Veronica e Nick lavorano instancabilmente cercando di scoprire la verità dietro la morte apparente di Terrence Steadman. Più volte minacciati di morte, i due scoprono il nascondiglio di Steadman a Blackfoot, nel Montana. Tuttavia, su richiesta di John Abruzzi, Veronica viene tradita da Nick. Questi ha l'ordine di condurla ad una pista d'atterraggio la notte dell'evasione. Ma, preso dal rimorso, Nick non esegue l'ordine e lascia andare Veronica nel Montana per incontrare Steadman e mettere fine alla cospirazione contro Lincoln.
Alla fine della stagione, vediamo Veronica intrufolarsi nella casa di Steadman.

### Seconda stagione
Dopo che Steadman ha rivelato tutta la verità a Veronica, e non potendo lasciare l'abitazione perché bloccata dall'interno, la donna decide di chiamare la polizia. Il suo scopo principale è di denunciare la cospirazione e rendere Lincoln libero, ma alcuni agenti della Compagnia hanno intercettato la chiamata e al loro arrivo uccidono la donna. In quel momento, Veronica era al telefono con Lincoln.
Veronica è il primo personaggio principale ad essere ucciso nella serie.